# FTI Group
De FTI Group is een Duitse touroperator die actief is in de toerismesector. Op 3 juni 2024 heeft het bedrijf een faillissementsaanvraag ingediend bij de rechtbank in München.
De FTI-Group bestaat uit het moederbedrijf FTI Touristik GmbH in München met wereldwijd ongeveer 90 dochterondernemingen en in het totaal circa 11.000 medewerkers. De FTI Group is na het faillissement van Thomas Cook de op twee na grootste reisaanbieder in Europa, na TUI en DER. Naast Duitsland, Oostenrijk, Zwitserland en Frankrijk is ze sinds 2016 ook in Nederland met een vestiging in Hoofddorp onder de naam FTI reizen actief.

## Geschiedenis
De geschiedenis van de huidige FTI Group begint al in 1981 met de oprichting van de LAL Sprachreisen GmbH door de Oostenrijker Dietmar Gunz, samen met partners. Dit bedrijf bood taalreizen aan naar Groot-Brittannië en Malta. In 1983 richt Dietmar Gunz in München de Frosch Touristik GmbH op, een touroperator voor reizen met Malta als bestemming. Ze is de voorloper van de tegenwoordige FTI Touristik GmbH. Frosch is de huisnaam van zijn eerste vrouw Renate.
In de daaropvolgende jaren volgen tal van overnames en oprichtingen van dochterondernemingen, onder andere:
- 1987 - Overname van de LAL Sprachreisen GmbH
- 1989 - Overname van de CA Ferntouristik GmbH, een Duitse touroperator voor langeafstandsreizen
- 1990 - Oprichting van de Frosch Software GmbH, een bedrijf voor toeristische software
- 1990 - Oprichting van de UK Touristik GmbH, een speciale touroperator voor Groot-Brittannië en Ierland
- 1992 - Oprichting van de CA Fernreisen AG (de latere FTI Touristik AG) in Zwitserland
- 1993 - Oprichting van de CA Ferntouristik Inc. in Orlando (de latere FTI North America Inc.)
- 1995 - Overname van de Air-Maritime Seereisen GmbH, een gespecialiseerde aanbieder van rivier- en oceaancruises
- 1995 - Invoering van de overkoepelende naam FTI voor de verschillende merknamen
- 1996 - Oprichting van de TVG Touristik Vertriebsgesellschaft mbH voor de exclusieve verkoop van reizen van de Italiaanse clubreisaanbieder Club Valtur in Duitsland en Oostenrijk
- 1998 - Uitbreiding van het programma met stedentrips
- 1998 - Uitbreiding van het programma met lastminute-reizen (productgebied 5vorFlug)
- 1998 - De Britse chartermaatschappij Airtours (later MyTravel Airways) wordt aandeelhouder met een belang van ongeveer 30%
- 1999 - Oprichting van het eigen autoverhuurbedrijf driveFTI

In 2000 verkoopt Dietmar Gunz alle aandelen van FTI aan Airtours en verlaat het bedrijf. Airtours bouwt daarop het bedrijf om tot een reisbedrijf met een luchtvaartmaatschappij en firmaeigene hotels. Door de internetzeepbel en hoge aanloopverliezen is deze bedrijfstak echter niet rendabel en Airtours besluit het bedrijf weer af te stoten. Op 1 oktober 2003 koopt de RM2366 Vermögensverwaltungs GmbH, een groep investeerders rond Dietmar Gunz, het bedrijf weer terug en FTI wordt gereorganiseerd. Daarvoor, in 2002, had Gunz ook al een reisaanbieder, de reisaanbieder BigXtra overgenomen.
Verdere expansie:
- 2004 - Oprichting van de 5vorFlug GmbH, waarin het productgebied 5vorFlug wordt ondergebracht
- 2005 - Oprichting van het online portaal fly.de, voor het zoeken naar vluchten en reizen
- 2006 - Uitbreiding van de verkoop via meerdere kanalen (multichannel distribution) door samenwerking met de Euvia Travel GmbH (de werkmaatschappij van Sonnenklar.TV) en de BigXtra Touristik GmbH
- 2006 - Uitbreiding met een franchiseconcept van de TVG onder de naam sonnenklar.TV
- 2006 - Oprichting van de FTI Ticketshop GmbH, waarin de IATA-afdeling en de consolidator-activiteiten van de FTI-Ticketshop worden ondergebracht
- 2007 - Verkoop van de FTI Air-Maritime Seereisen GmbH aan de algemeen directeur, Alexander Gessl
- 2007 - Overname van de Euvia Travel GmbH, de werkmaatschappij van Sonnenklar.TV
- 2010 - Frosch Touristik betrekt in München aan de Landsbergerstraße 88 een nieuw hoofdkantoor en wijzigt de naam naar FTI Touristik
- 2011 - BIGxtra wordt deel van de FTI Group
- 2011 - Aankoop van het cruiseschip Berlin en oprichting van FTI Cruises
- 2012 - Overname van de Youtravel Group in Groot-Brittannië
- 2012 - Overname van Starter (nu FTI Voyages), een Franse touroperator
- 2013 - Oprichting van het autoverhuurmerk Meeting Point Rent-A-Car
- 2014 - De Egyptische ondernemer en stadsontwikkelaar Samih Sawiris wordt aandeelhouder met een belang van 33,7%
- 2015 - Oprichting van het eigen hotelmerk LABRANDA Hotels & Resorts in zeven landen
- 2016 - Uitbreiding van de activiteiten naar Nederland
- 2016 - Verkoop van de vakantiezender Sonnenklar.TV aan Samih Sawiris
- 2018 - Uitbreiding met het hotelmerk MP Hotels (Design Plus, Kairaba Hotels & Resorts, Lemon & Soul en Club Sei)

In 2020 wordt FTI in de coronacrisis bijzonder hard getroffen. De Egyptische aandeelhouder Samih Sawiris verhoogt zijn belang tot 75,1% en wordt daardoor meerderheidsaandeelhouder. De verliesbrengende LAL Sprachreisen GmbH wordt gesloten en het cruiseschip FTI Berlin verkocht. In het begin van het jaar 2021 stapt Dietmar Gunz uit de ondernemingsleiding en draagt deze over aan Ralpf Schiller en Constantin von Bülow. Sinds 1 juli 2023 is Karl Markgraf CEO van de FTI Group en Naguib S. Sawiris, een zoon van Samih Sawiris, voorzitter van de Raad van Commissarissen. Op 15 april 2024 neemt een consortium onder leiding van de Amerikaanse investeerder Certares alle aandelen van de FTI-Group over voor het symbolische bedrag van één euro. Het consortium, waar ook de familie Sawiris deel van uitmaakt, neemt ook de schulden met een omvang van een driecijferig miljoenenbedrag over en voorziet de FTI-Group van vers kapitaal voor een totaalbedrag van 125 miljoen euro.
Op 3 juni 2024 diende het bedrijf een aanvraag in om een insolventieprocedure te openen.

## Merken
De bekendste merken van de FTI Group zijn:

- Touroperators en reisspecialisten
  - FTI Touristik (Duitsland) - Touroperator voor Duitsland gevestigd in München
  - FTI Touristik (Oostenrijk) - Touroperator voor Oostenrijk gevestigd in Linz
  - FTI Touristik (Zwitserland) - Touroperator voor Zwitserland gevestigd in Allschwil bij Bazel
  - FTI Voyages (Frankrijk) - Touroperator voor Frankrijk gevestigd in Blotzheim bij Mulhouse
  - FTI Reizen (Nederland) - Touroperator voor Nederland gevestigd in Hoofddorp
  - 5vorFlug - Reisorganisator van lastminute-reizen
  - BigXtra Touristik GmbH - Reisorganisator van vliegreizen met een extra meerwaarde
  - WINDROSE Finest Travel - Reisorganisator van luxe reizen
  - FTI Ticketshop Group - Overkoepelende organisatie voor het boeken van vliegtickets
  - driveFTI - Autoverhuurbedrijf
- Verkoop
  - sonnenklar.TV - Televisiezender voor reisvakanties
  - TVG - Touristik Vertiebsgesellschaft, de franchiseorganisatie
  - FTI B2B-Vertriebsgesellschaft - b2b-dienstverlening
- Content & Services
  - Meeting Point International - Een destination management company
  - Meeting Point Hotels - Internationale hospitality-service
  - FTIAS - Backoffice dienstverlening op Malta
  - touristic services group - Service center voor klanten
  - RedSea24 - Backoffice dienstverlening in Hurghada, Egypte
  - ANI·XE - IT-bedrijf van FTI
- Accommodatie service
  - youtravel.com - b2b-dienstverlening voor accommodaties in Europa
  - Meeting Point Global - Dochteronderneming van Meeting Point International voor bed reserveringen

## Afbeeldingen

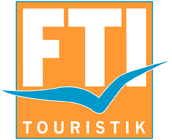
Logo van FTI Touristik
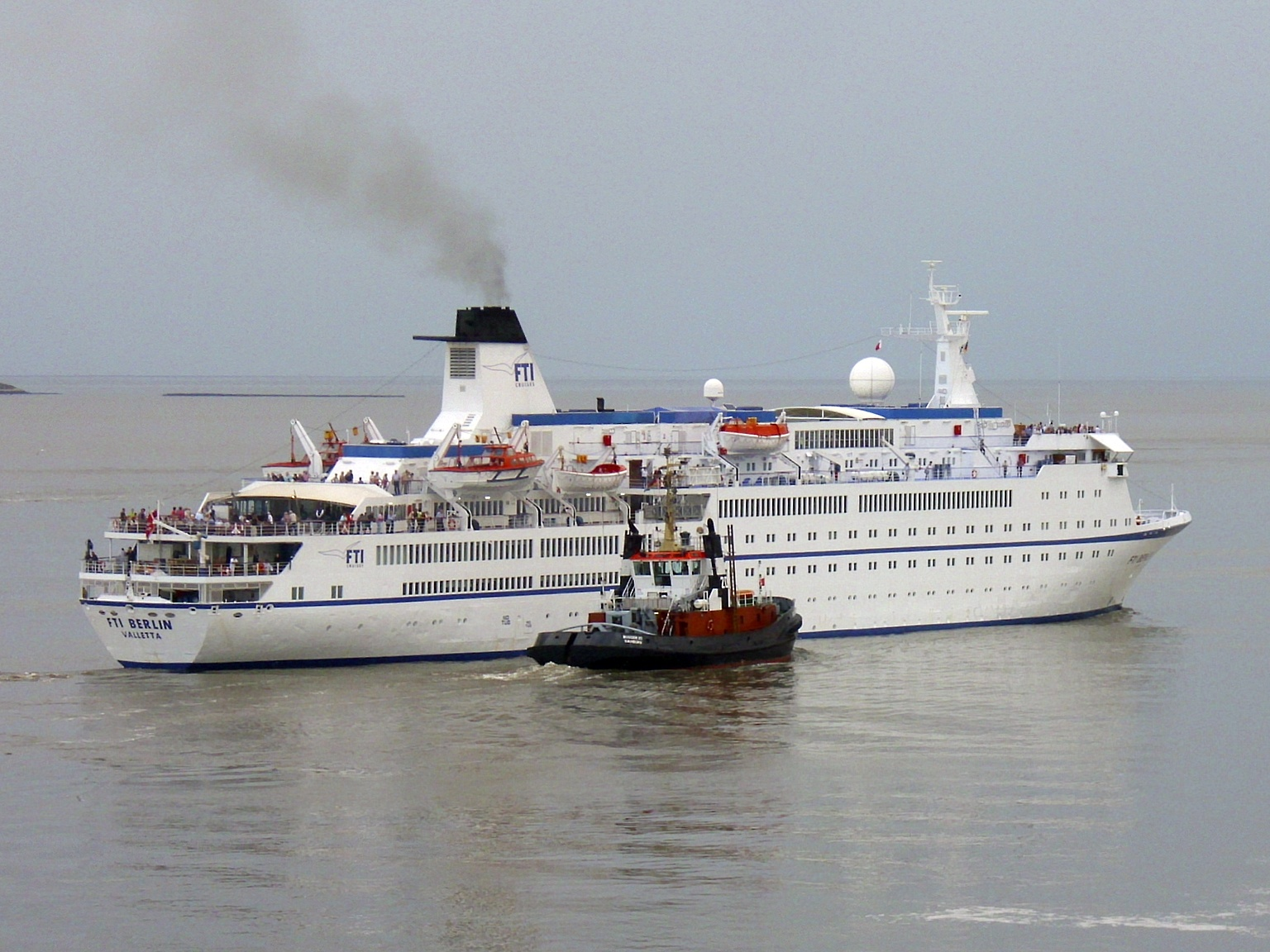
Cruiseschip FTI Berlin
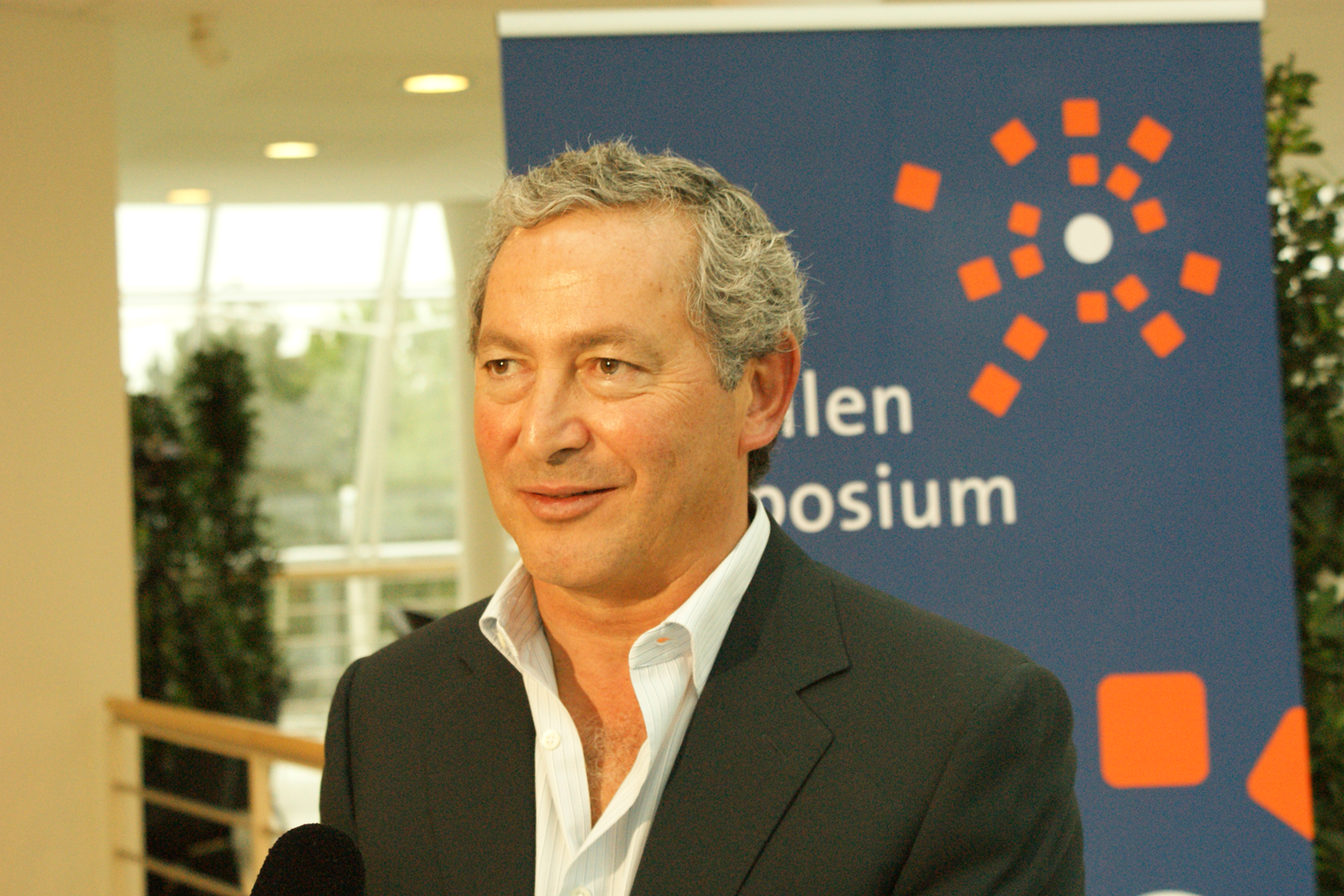
Voormalige meerderheids-aandeelhouder Samih Sawiris